# La Fiancée du vampire
Pour plus de détails, voir Fiche technique et Distribution.
La Fiancée du vampire (House of Dark Shadows) est un film d'horreur américain réalisé par Dan Curtis et sorti en 1970. Il s'inspire de la série télévisée quotidienne à succès Dark Shadows, diffusée sur la chaîne ABC de 1966 à 1971.

## Synopsis
Barnabas Collins le vampire est délivré de son cercueil par Willie Loomis, un simple d'esprit. Il revient au Manoir de Collingwood en se faisant passer pour un lointain cousin d'Angleterre et prend possession d'une maison proche de la famille Collins. Après avoir séduit Carolyn Stoddard en faisant d'elle une vampire, il trouve en la personne de Maggie Evans, la préceptrice du jeune David Collins la réincarnation de sa bien-aimée Josette. Le docteur Julia Hoffman, une amie de la famille, qui a deviné la vraie nature de Barnabas lui propose ses services afin de trouver un remède à son vampirisme. Pendant ce temps, Carolyn a jeté son dévolu sur Todd Blake, son ancien fiancée.

## Fiche technique
- Titre original : House of Dark Shadows
- Titre français : La Fiancée du vampire
- Réalisation : Dan Curtis
- Scénario : Sam Hall et Gordon Russell d'après la série télévisée diffusée sur ABC
- Musique : Bob Cobert
- Directeur de la photographie : Arthur J. Ornitz
- Montage : Arline Garson
- Création des décors : Trevor Williams
- Distribution : Linda Otto
- Création des costumes : Ramsey Mostoller
- Effets spéciaux de maquillage : Dick Smith
- Producteur : Dan Curtis
- Producteur associé : Trevor Williams
- Compagnie de production : Metro-Goldwyn-Mayer
- Compagnie de distribution : Metro-Goldwyn-Mayer
- Budget : 750 000 dollars (estimation)[1]
- Genre : Fantastique
- Pays d'origine :  États-Unis
- Langue : Anglais Mono
- Image : Couleurs (Metrocolor)
- Ratio écran : 1.85:1 (Cinéma) / 1.33:1 (Négatif)
- Format : 35 mm
- Durée : 97 minutes

## Distribution
- Jonathan Frid (VF : René Arrieu) : Barnabas Collins
- Grayson Hall (VF : Nathalie Nerval) : Dr. Julia Hoffman
- Kathryn Leigh Scott : Maggie Evans
- Roger Davis (VF : Jean-Claude Balard) : Jeff Clark
- Nancy Barrett : Carolyn Stoddard
- John Karlen (VF : Jacques Thébault) : Willie Loomis
- Thayer David (VF : Michel Gatineau) : professeur T. Eliot Stokes
- Barbara Cason (VF : Paule Emanuele) : Mrs. Johnson
- Louis Edmonds (VF : Gabriel Cattand) : Roger Collins
- Joan Bennett (VF : Nadine Alari) : Elizabeth Collins Stoddard
- Dennis Patrick (VF : Jean Violette) : le shérif George Patterson

## Autour du film
Les principaux interprètes de la série originale retrouvent ici leurs rôles respectifs : Jonathan Frid (Barnabas Collins), Joan Bennett (Elizabeth Collins Stoddard), Grayson Hall (Dr. Julia Hoffman), Kathryn Leigh Scott (Maggie Evans)...
Le scénario retrace une bonne part de celui de la saga télévisée, concentrant l'action autour du vampire Barnabas en quête d'un hypothétique élixir qui le rendrait à nouveau humain. La production bénéficie ici de moyens nettement plus importants que ceux déployés à la télévision.
Une suite lui sera donnée l'année suivante, Night of Dark Shadows (inédit en France), toujours réalisée par le créateur de la série originale Dan Curtis mais sans Jonathan Frid au générique.